# Loch Goil
Le loch Goil (loch Goill en gaélique écossais) est un loch de mer écossais.

## Géographie
Le loch Goil est un bras du plus important loch Long. Situé dans le parc national Loch Lomond & Trossachs, le loch est entouré par les Arrochar Alps, des montagnes couvertes de forêts de conifères.
Le village de Lochgoilhead est situé au fond de la vallée où s'étend le loch.

## Histoire

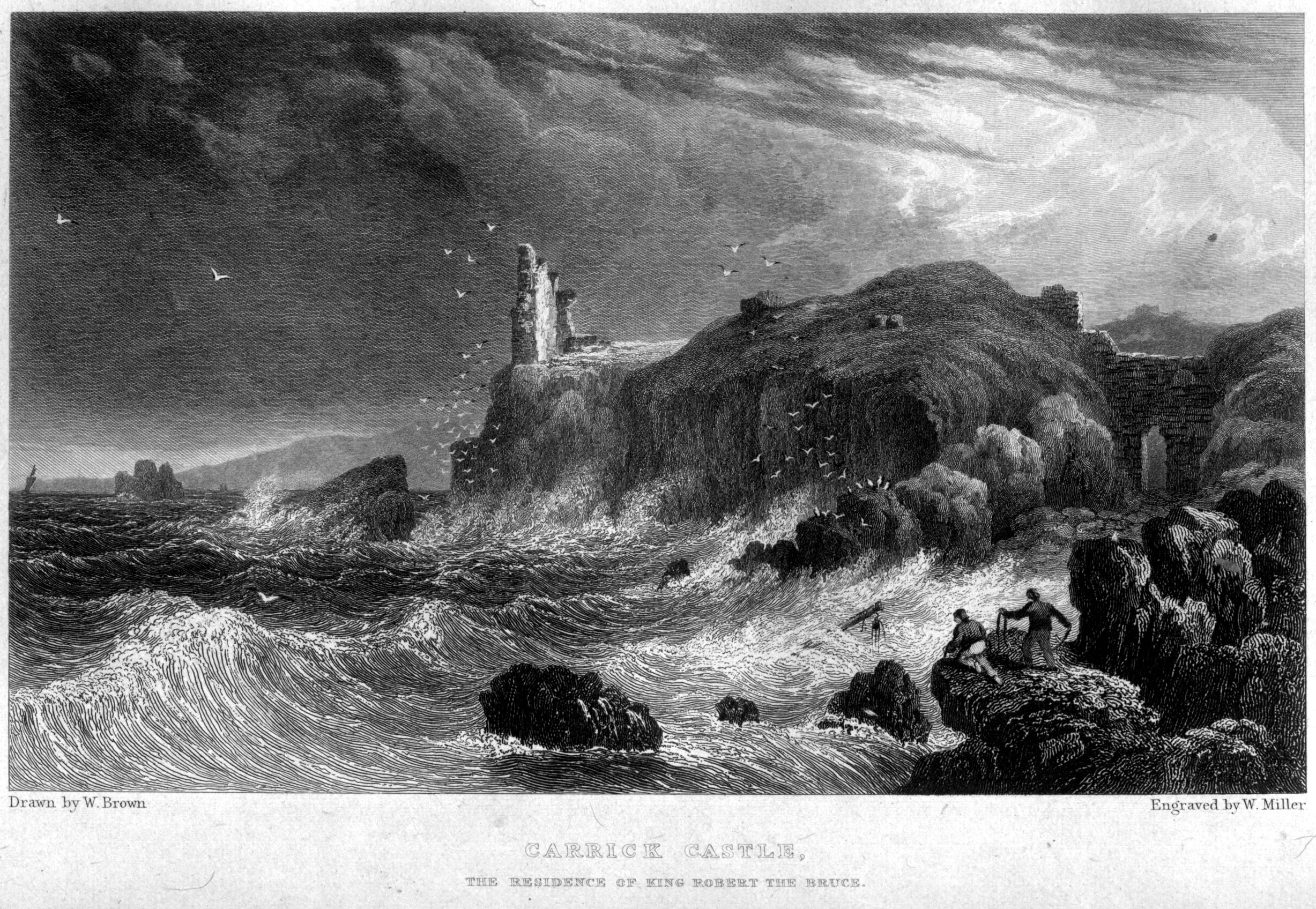
Le château de Carrick au XIXe siècle (gravure de William Miller, 1830)

Le château de Carrick, sur les rives du loch Goil, a longtemps appartenu au clan Campbell. Construit au XIIIe siècle, il a été incendié en 1658 ; des travaux de restauration sont aujourd'hui en cours.

## Source
- (en) Cet article est partiellement ou en totalité issu de l’article de Wikipédia en anglais intitulé « Loch Goil » (voir la liste des auteurs).